# Ульпиан Эмесский
Ульпиан Эмесский (лат. Ulpianus; IV век) — римский софист родом из Сирии, живший в период правления Константина I Великого.
Автор многих грамматических и риторических сочинений, в том числе, схолий к Демосфену.
Имя Ульпиана Эмесского упоминается во Фрагментах греческих историков издания Якоби.
Сочинения Ульпиана Эмесского не сохранились в первоначальном виде и содержат отрывки из многочисленных примечаний прежних толкователей. Главное внимание автор обращал на риторику, при этом мало занимался грамматикой и историей, в связи с чем, ценность схолий Ульпиана незначительна.
Известны фрагменты его сочинений «Об Эмесе», «О Гелиополе», «О Боспоре». Иногда идентифицируется с антиохийском ритором Ульпианом.